# Cruz López Aguilar
Cruz López Aguilar (Camargo, Tamaulipas; 3 de mayo de 1947-Monterrey, Nuevo León; 28 de agosto de 2021) fue un político mexicano dedicado al tema agrario, miembro del Partido Revolucionario Institucional, dos veces Presidente de la Comisión de Agricultura y Ganadería de la H. Cámara de Diputados en la LIX y LXI Legislaturas, Presidente de la Confederación Nacional Campesina 2007-2010
Cruz López Aguilar es egresado de la Escuela Nacional de Agricultura, ahora Universidad Autónoma Chapingo, donde estudió la carrera de Ingeniero Agrónomo, especialista en Irrigación, generación 1966-1970. Obtuvo el Título Profesional con la presentación de la Tesis “Uso de Técnicas de Cómputo en la Elaboración de Planes de Riego”. Participó en varios Diplomados en Agrometeorología, Planeación Regional Hidráulica y Manejo de Recursos Hidráulicos. Fue PROCURADOR AGRARIO  desde el 7 de diciembre de 2012, designado por el presidente de la República, Enrique Peña Nieto, y el Secretario de Desarrollo Agrario, Territorial y Urbano, Jorge Carlos Ramírez Marín, le dio posesión del cargo y hasta el término de la administración el 30 de noviembre de 2018.

## Trayectoria académica
Se desempeñó como Profesor Investigador de tiempo completo (1973-1976) en la Escuela Nacional de Agricultura en el Departamento de Irrigación como Jefe de la Sección de Agrometeorología y Trabajo de Campo, publicando un libro en dicho periodo titulado “Mapeo agroclimático y predicción de rendimientos”. Es importante mencionar que dentro de la academia también ocupó el cargo de Consejero Departamental y Universitario. Posteriormente, fue solicitado como padrino de la Generación 2010/2012-2017 "Ing. Marte R. Gómez" de la Universidad Autónoma Chapingo. 

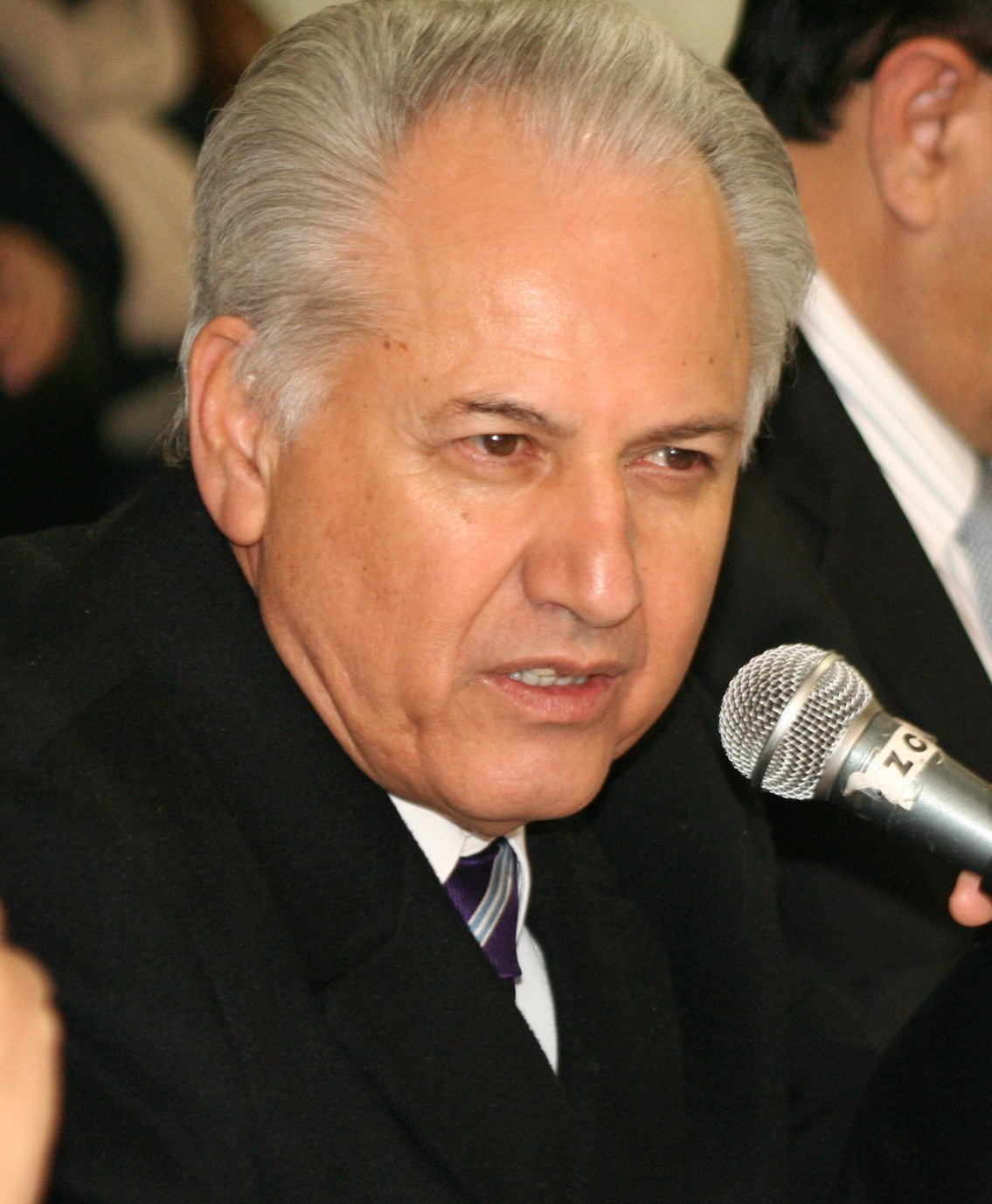
Cruz López Aguilar en sesión de la Comisión de Agricultura y Ganadería

## Experiencia en la Administración Pública
Su trayectoria en la Administración Pública es vasta, comenzando en 1971 a 1973 como técnico en el Departamento de Estudios Tecnológicos de la Secretaría de Recursos Hidráulicos; de 1976 a 1977, Jefe de Área de Hidrometría y Estadística en el Distrito de Riego N° 26 “Bajo Río San Juan”, ubicado en el norte de Tamaulipas; de 1978 a 1982, Jefe de Departamento y después Subdirector de Apoyo Sectorial en la Dirección General de Distritos y Unidades de Temporal, colaborando en la Formación de los Distritos de Temporal, actualmente denominados Distritos de Desarrollo Rural; en 1982, Gerente de Operación del Fideicomiso de Riesgo Compartido; en 1983, asesor vocal ejecutivo de la Comisión del Plan Nacional Hidráulico, base de la constitución de la Comisión Nacional del Agua; en 1984, secretario técnico de la Comisión del Plan Nacional Hidráulico, responsable de la revisión y supervisión de los planes de las regiones hidráulicas del país; de 1984 a 1985, director técnico del Fideicomiso Fondo Nacional de Fomento Ejidal; de 1986 a 1987, director general de Cooperación Técnica para el Programa de Empleo Rural en la Reforma Agraria.; de 1988 a 1989, Director Técnico del Fideicomiso Fondo Nacional de Fomento Ejidal; En FERTIMEX de 1989 a 1991, Gerente Regional de Ventas, Zona Pacífico Norte para los Estados de Sinaloa, Nayarit y B.C.S. y Zona Norte para los Estados de Chihuahua, Durango, Coahuila, Nuevo León, Tamaulipas y Comarca Lagunera; de 1992 a 1995, Director de Comercialización de la Productora Nacional de Semillas; de 1996 a 1997, Director de Investigación, Planeación y Desarrollo de la Comisión Nacional de las Zonas Áridas; de 1997 a 1999, Delegado de la Procuraduría Agraria en el Estado de Chihuahua.

## Trayectoria política
Cruz López Aguilar es miembro del Partido Revolucionario Institucional dentro del Sector Agrario. Sus primeras actividades partidistas lo llevaron a desempeñarse como Consejero Estatal del PRI  en Tamaulipas y posteriormente como Consejero Municipal del PRI en Gustavo Díaz Ordaz en Tamaulipas. Al tiempo que se afilió a la Confederación Nacional Agronómica y obtuvo un escaño en el Comité Ejecutivo Nacional de la Confederación Nacional Campesina.
Fue Consejero Nacional del PRI en representación del Sector Agrario, Secretario del Sector Agrario del Comité Ejecutivo Nacional del PRI y posteriormente Coordinador del Sector Agrario del PRI.
Dentro de la Confederación Nacional Campesina fue Coordinador de atención y seguimiento a consejos técnicos de la CNC en 1999; de 2001 a 2006 se desempeñó como secretario de acopio y comercialización de productos e insumos; de 2006 a 2007 ocupó el cargo de secretario general, y de 2007-2010 fue elegido presidente del Comité Ejecutivo Nacional de la Confederación Nacional Campesina.

## Trabajo Legislativo
Cruz López Aguilar ha sido electo como diputado Federal del H. Congreso de la Unión en dos ocasiones, distinguiéndose como representante de los intereses campesinos en dicho recinto.

## LIX Legislatura(2003-2006)
La primera ocasión fue elegido diputado federal por el Estado de Tamaulipas en LIX Legislatura  (2003-2006) por el principio de representación proporcional. Presidió la Comisión de Agricultura y Ganadería y fue integrante de las Comisiones de Fomento Cooperativo y Economía Social, y de la Comisión Especial de la Cuenca de Burgos.
En dicho periodo como diputado Federal presentó varias Iniciativas y Proposiciones con Punto de Acuerdo, entre los que se encuentran: la Iniciativa con Proyecto de Reforma el artículo sexto transitorio, inciso f), de la Ley de Ingresos de la Federación para el Ejercicio Fiscal de 2004, a fin de ampliar del 30 de abril al 30 de junio de este año el registro de los contratos en el esquema de agricultura por contrato, ya que el Consejo Nacional Agropecuario y la Confederación Nacional de Productores Agrícolas de Maíz mandaron varias solicitudes con ese fin con el objetivo de garantizar la venta del producto nacional e inhibir la importación de cupos del grano; la Iniciativa con Proyecto de Decreto que expide la Ley de Gas Natural de Proceso, Amoniaco y Fertilizantes Nitrogenados, cuyo objetivo principal es regular el precio del gas natural dedicado para producir amoniaco, siendo este último estratégico para la producción de fertilizantes; la Iniciativa con Proyecto de Decreto que Reforma de la fracción VII del artículo 10 de la Ley Federal de Competencia Económica buscando proteger a los agroproductores nacionales calificando como una práctica monopólica la fijación de los precios de los productos por parte de los agentes económicos; la Iniciativa con Proyecto de Decreto que expide la Ley de Planeación para la Soberanía y Seguridad Agroalimentaria y Nutricional, que tiene la finalidad de garantizar una Política de Estado que priorice la soberanía alimentaria sumando esfuerzos con la sociedad civil; la Iniciativa con Proyecto de Decreto que expide la Ley de Promoción y Desarrollo de los Bioenergéticos.
Es importante mencionar que fue parte del grupo de diputados federales que propusieron la creación del Centro de Estudios para el Desarrollo Rural Sustentable y la Soberanía Alimentaria (CEDRSSA) con el objetivo de crear “un Instituto de Evaluación e Información de Políticas de Desarrollo Rural Sustentable, profesional y con autonomía técnica que contribuya con información especializada, análisis, evaluaciones y recomendaciones de carácter estratégico al logro de una Política de Estado para el campo” suscrito como compromiso en el Acuerdo Nacional para el Campo por el Desarrollo de la Sociedad Rural y la Soberanía Alimentaria en 2003, firmado por miembros del Poder Legislativo y el Poder Ejecutivo, donde fungió como integrante en la redacción de dicho acuerdo. El Centro de Estudios tiene la finalidad de fortalecer al Poder Legislativo con investigaciones certeras, construcción de indicadores fidedignos con el firme propósito de evaluar las Políticas Públicas rurales dirigidas por el Poder Ejecutivo, para que de esa forma se pueda realizar la difícil tarea del control de poderes de una manera profesional y eficiente.

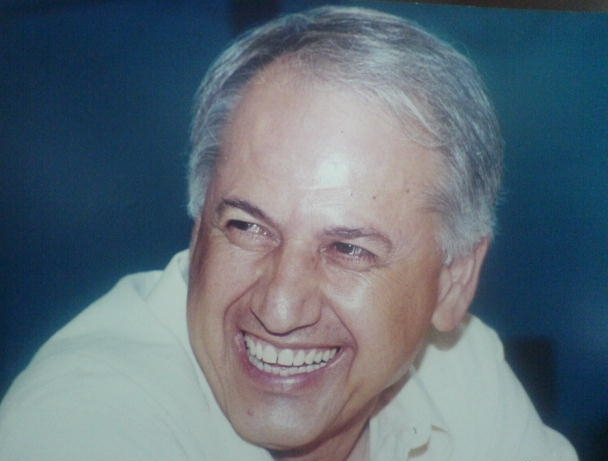
Cruz López Aguilar en la Confederación Nacional Campesina

## LXI Legislatura(2009-2012)
La segunda ocasión, fue elegido como diputado Federal por el Estado de Tamaulipas de la segunda circunscripción, bajo el principio de representación proporcional en la LXI Legislatura a partir del 1º de septiembre de 2009 a 2012. Durante este periodo fue Presidente de la Comisión de Agricultura y Ganadería,  integrante de las Comisiones ordinarias de Presupuesto y Cuenta Pública, y de la Comisión Especial para Analizar el Presupuesto de Gastos Fiscales, integrante del Comité Técnico del Centro de Estudios para el Desarrollo Rural Sustentable y la Soberanía Alimentaria; y fue parte de la Tercera Comisión de Trabajo de la Comisión Permanente como Secretario, de diciembre de 2010 a enero de 2011.
Se ha caracterizado en este periodo por dirigir una lucha constante para asignar mayor presupuesto al campo durante el proceso de negociaciones del Programa Especial Concurrente del Presupuesto de Egresos de la Federación de los años  2010, 2011 y 2012.
En esta Legislatura ha sido el principal promotor del Decreto Legislativo para crear un Fondo especial de recursos económicos extraordinarios, por diez mil millones de pesos, para atender los daños ocasionados por las contingencias climatológicas que aquejan a México.

## Información Relevante
- Participó durante la transformación de la Sociedad Agronómica Mexicana a la Confederación Nacional Agronómica (1980), surgida en el Congreso Nacional de Cuautla, Mor, junto con el Dr. Gabriel Valdovinos, Luis Martínez Villicaña, Jorge Díaz de León, Lorenzo Martínez Medina y Roberto Mendoza Medina entre otros.

- El nombre de Cruz López, queda plasmado a petición de Felipe Santander,[9] en su gran obra teatral (1978) y posteriormente película (1991) “EL EXTENSIONISTA”.

La cual narra la vida de un joven agrónomo, que al llegar una pequeña comunidad campesina a aplicar sus conocimientos, se da cuenta de las miserias y abusos de poder que viven los campesinos del lugar, tratando de mejorar sus condiciones de vida e intentando hacerles justicia, pero es reprimido por los caciques del lugar.